# Jame Te Ana-au
Jame Te Ana-au so kulturno in ekološko pomemben sistem apnenčastih jam na zahodni obali jezera Te Anau, na Južnem otoku Nove Zelandije. Leta 1948 jih je znova odkril Lawson Burrows, ki je po treh letih iskanja našel zgornji vhod po namigu v starih maorskih legendah. Kasneje je postala velika turistična atrakcija za to območje, saj je del kavern blizu obale jezera dom svetlečim črvom (Arachnocampa luminosa). Neuradno ime nacionalne jamarske zveze je Aurora. Jame so geološko mlade (po ocenah 12.000 let)[1], zato je le en majhen kapnik.
Maorsko ime Te Ana-au lahko prevedemo kot 'Jama vrtinčaste vode' (te ana jama; au vrtinčenje) v zvezi z vodo, ki teče skozi njo. Voda, Tunnel Burn, je odtok jezera Orbell.
Lawson Burrows in njegov poslovni partner Wilson Campbell sta za svoj podvig ustanovila Fiordland Travels kot turistično podjetje. Leta 1965 sta svoje podjetje prodala Olive in Les Hutchins, ki sta bila v turističnem poslu v Fiordlandu od leta 1954. Hutchini so prevzeli ime podjetja, vendar so ga leta 2002 preimenovali v Real Journeys. Podjetje se je leta 2022 ponovno preimenovalo v RealNZ.
Ker jame ležijo v gorovju Murchison (kjer so bile ponovno odkrite ogrožene takahē na Južnem otoku) in so same po sebi zelo krhke, je dostop omejen. Komercialni vodeni izleti s puntom (čoln) skozi z vodo napolnjene kaverne potekajo vsak dan in jih upravlja RealNZ.

## Jamski sistem
Celoten jamski sistem, ki je v apnencu, ki je nastal pred okoli 230 tisoč leti, se razprostira na dolžini okoli 8 km (drugi viri navajajo 6,7 km), od tega le spodnji del je odprt za javnost z vodenim ogledom. Jame so preživele sedem ledenih obdobij, v katerih so jamske vhode prekrili ledeniki in napolnili z ledeniško vodo. Sedimente iz teh obdobij najdemo v različnih delih jame.
Območje, kjer si lahko ogledate svetleče črve, je staro okoli 12.000 let in je del mlajšega dela jam ter je pogosteje poplavljeno. Stalaktiti in stalagmiti so zato zaradi starosti jame in velike hitrosti vode skorajda prisotni. Zaradi rahlo kisle vode je apnenec napaden in raztopljen, zaradi česar se jame nenehno širijo.

## Živalstvo
Poleg Arachnocampa luminosa, na Novi Zelandiji poznanega pod imenom svetleči črv, ki ga lahko pripišemo družini dolgorogih komarjev (Keroplatidae), je v jamskem sistemu mogoče najti tudi jamsko weto (Anostostomatidae), ki ga Maori poznajo pod imenom Tokoriro. V jamah je doma tudi posebna vrsta suhe južine, ki ji na Novi Zelandiji pravijo harvestman. V vodah spodnjega dela jamskega sistema lahko najdemo dolgoplavuto jeguljo, ki je lahko dolga do 1,5 metra in težka do 25 kilogramov. Življenjska doba vrste, ki jo Maori poznajo kot tuna, lahko preseže 100 let.
Ptice, kot so tūī (Prosthemadera novaeseelandiae), maorski golob (Kereru) (Hemiphaga novaeseelandiae), novozelandski pahljačasti ptič (Piwakawaka) (Rhipidura fuliginosa), novozelandski zvonev (Anthornis melanura) (Makomako), mopoke ali ruru (Ninox novaeseelandiae) in siva penica Riroriro (Gerygone igata), lahko najdete tudi v gozdovih.